# Kivistö järnvägsstation
Kivistö järnvägsstation (finska: Kivistön rautatieasema) är en järnvägsstation i Kivistö, Vanda. Stationen togs i bruk 1 juli 2015. Den trafikeras av pendeltågslinjerna I och P.